# 고시원
고시원(考試院)이란 대한민국의 주거 시설의 한 형태이다.

## 개요
보증금 없이 월세만을 지불하고 한달 단위로 계약해서 거주할수 있는 거주시설. 대개 40~80만원 사이의 월세를 요구하며 최근에 지어진 신식 고시원의 경우 10~40만원등의 보증금을 요구하는 경우가 대부분이다. 기존의 원룸텔, 리빙텔들로 불리는 고시원들의 경우 시설이 오래되고 청소등 관리가 되지 않는 경우가 대부분이다. 그러나 최근에는 스테이, 레지던스 등의 명칭으로 불리는 신식 고시원들이 점차 늘어나고있는 추세이며 유명 브랜드 고시원들도 등장하는 세태이다. 신식 고시원 유명 브랜드로는 메가스테이, 픽셀하우스 등이 있다.
고시원이 유용한 이유는 한국의 특이한 주거환경때문이다. 한국에서 적당히 사람이 살만한 원룸(1 베드룸 스튜디오 아파트)을 구하려면 보통 천만원 이상의 보증금과 1년 이상의 계약기간이 최소 요건인데, 고시원의 경우 보증금 부담이 없고 계약기간이 자유롭다는 점이 장점이라 돈이 부족한 사람 혹은 유학생이나 출장으로 한국에서 지내는 사람들이 유용하게 이용할 수 있다. 다만 저렴한 가격덕분인지 갓 출소한 범죄자들이 머무는 경우가 많으며, 성범죄, 화재, 폭력, 마약제조 등 각종 사건사고가 자주 발생하는 편이다.
본래 한달간의 계약을 최소 기간으로 요구하는 경우가 기본이지만 최근에는 삼삼엠투라는 단기계약 플랫폼이 개발되어 1~2주 단위로 경험해볼수있는 기회도 생겼다.

## 시설
고시원은 대개 1~3평 정도의 조그만 방을 제공하며, 보통은 내부에 개인 화장실과 샤워가 있는 방과 그저 침대와 탁상 하나만 있는 방 등으로 나뉜다. 최근 새롭게 지어진 고시원들의 경우 내부에 개인 세탁기와 수납용 가구들이 비치되어있는 경우가 있다. 세탁시설은 방 내부에 두기보다는 공용 세탁공간으로 빼두는 경우가 많은데 세탁기의 탈수시 소음과 진동이 좁은 방 안에서 굉장히 크게 느껴지기 때문이다. 구식 고시원들의 경우 감옥을 방불케하는 열악한 시설이 대부분이지만 고시원법이 개정된 이후에 새롭게 지어진 고시원들은 어느정도 사람이 생활할만한 장소들이 상당수 있는편이다. 

## 역사
이름에서 알 수 있듯이, 고시원은 원래 각종 고시 및 시험을 준비하는 장기 수험생들을 주 대상으로 하는 주거시설이나, 수험생 이외의 사람들도 비용이 다른 주거 시설보다 싼 까닭에 많이 찾고 있다. 고시원의 주된 이용자가 학생에서 직장인으로 바뀌면서, '고시텔'이라는 이름이 유행하다 이름에 '고시'라는 말을 떼어낸 곳도 늘어, '원룸텔', '미니텔', '미니 원룸', '리빙텔', '~하우스' 같은 이름을 내건 곳도 있다. 고시원을 이용하는 집단은 크게 세 분류로 나눌 수 있는데, 첫 번째 집단은 수험생이고, 두 번째 집단은 젊은 독신 직장인이고, 세 번째 집단은 노인, 장애인, 기초생활보장 대상자, 그리고 저임금ㆍ불안정 노동자 등 도시 빈곤층이다. 이렇듯 현재 고시원은 단신 가구 형태를 보이는 도시 빈곤층의 불안정한 주거지로 자리잡혔다.
고시원은 1980년 안팎에 등장한 것으로 보이는데, 당시 주택 재개발 열풍으로 서울의 빈민가(달동네)가 아파트로 바뀌면서 도심 빈민들이 살 수 있는 저가 주택도 사라졌다. 이 시기에 고시원은 원래의 목적이 변질되어 빈민의 주거 형태로 바뀌었다. 소설가 박민규는 2004년 6월 <현대문학>에 발표한 단편 소설 '갑을 고시원 체류기'에서 이러한 정황을 다음과 같이 쓰고 있다.
"아무튼 1991년은 일용직 노무자들이나 유흥업소의 종업원들이 고시원을 숙소로 쓰기 시작한 무렵이자, 그런 고시원에서 아직도 고시 공부를 하는 사람들이 남아 있던 마지막 시기였다."

1994년 들어 조선일보, 국민일보, 경향신문, 문화일보 등 여러 언론에서 고시원의 변화상이 보도되기 시작하였다. 1997년 아시아 금융 위기에 따른 대한민국의 경제 위기가 시작되었고, 이듬해 1998년부터 직장인들을 중심으로 고시원 이용이 늘어났다.
서울의 고시원 수는 2001년 811개, 2002년 1229개, 2003년 1507개에서 2006년 2814개로 가파르게 늘어났다. 소방방재청에서는 2006년 1월 1일 기준으로 전국에 4211개 고시원이 있다고 밝혔고, 서울시 소방재난본부는 2008년 7월31일~9월25일 조사를 통하여 서울에 3451개 고시원에 10만8428명이 사는 것으로 파악한 바 있다.
조사 결과에서 고시원 거주자 유형을 보면, 회사원(24.1%), 무직(20.5%), 단순노무직(12.7%) 같은 숙박형 직군이 총 57.3%를 차지하며, 이는 학생(23.3%)과 취업준비생(19.5%)을 합친 학습형 직군(42.7%)보다 많은 수치이다. 같은 해 7~8월 비슷한 조사를 벌였던 경기도 지역에서는 숙박형 직군이 73%에 이르렀다.

## 계약
1개월 초과 계약 시 잔여금 환급 분쟁이 생길 수 있으므로 월단위 계약을 하는 것이 좋고 계약서 작성 후, 사본과 영수증을 보관하는 것이 좋다. 계약 시에는 되도록이면 신용카드로 결제하는 게 좋고, 현금 또는 계좌 이체 시에 현금영수증을 발급받는 것이 발생할 수 있는 피해를 막을 수 있다. 계약서에 '환불 불가' 조항이 있는지 확인해야, 사정이 생겨 중도 계약 해지 시에 돈을 잃을 가능성이 적어진다. 소비자분쟁해결기준에 따르면 중도 계약 해지 시 고시원은 남은 이용료의 10%를 공제하고 나머지 금액은 환불해야 한다.
한국소비자원에 따르면 2011년부터 2015년까지 피해구제가 필요한 341건 중 중도해지 요구 시 고시원이 이를 거부하는 건이 314건(92%)였다고 한다. 연령대별 피해자는 20대가 53.1%로 가장 많았고 30대가 20.7%로 뒤를 이었다.

## 사건
- 2013년 4월 5일 샤워 소리 때문에 옆방에 거주하는 사람을 폭행하였다.[9]
- 2015년 10월 15일 서울시 동작구의 한 고시원 직원이 입주 여성들의 방을 몰래 드나들며 도촬하다가 들켜 불구속 입건되었다.[10]

## 기타
2018년 근로자 본인 또는 배우자가 고시원을 계약해도 계약서 상 주소지와 주민등록 등본의 주소지가 같다면 세액공제를 받을 수 있다.

## 같이 보기
- 원룸 주택